# Едсон Біспу дос Сантос
Едсон Біспу дос Сантос (порт. Edson Bispo dos Santos, 27 травня 1935 — 12 лютого 2011) — бразильський баскетболіст.
Бронзовий призер Олімпійських Ігор 1960, 1964 років, учасник 1956 року.
Чемпіон світу 1959 року.